# World of Goo
World of Goo es un videojuego de lógica, con un fuerte énfasis en la física, publicado para la consola Wii y Nintendo Switch, y para los tres principales sistemas operativos de PC: Windows, Mac OS X y Linux (IA-32 de forma nativa, x86-64 a través de librerías estándar de 32 bit) y android. Producido por 2D Boy, una desarrolladora de videojuegos independiente compuesta por Kyle Gabler y Ron Carmel, ambos exempleados de Electronic Arts. Fue nominado para el gran premio Seumas McNally, el Premio de Diseño e Innovación y Excelencia Técnica en el Festival de Juegos Independientes. Fue lanzado para la Nintendo Wii en Norteamérica el 13 de octubre de 2008. El 11 de noviembre de 2008, 2D Boy anunció que World of Goo sería lanzado en el WiiWare en Europa, en lugar de un lanzamiento normal.
Durante los The Game Awards de 2023 se anunció que la secuela, World of Goo 2, sería publicada en 2024 en colaboración con la empresa Tomorrow Corporation.

## Juego

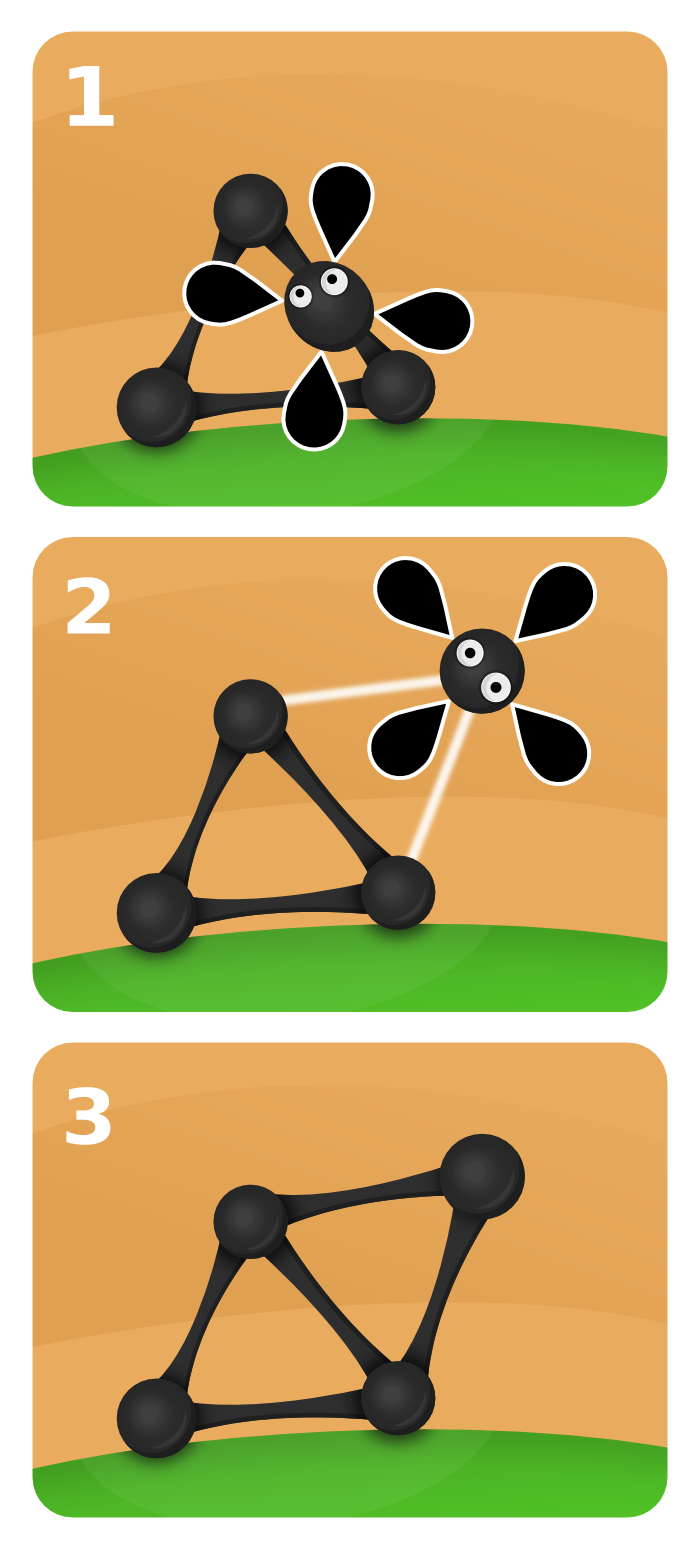
Ubicación de una goo para construir una estructura.

### Concepto general
El juego está construido alrededor de la idea de crear grandes estructuras usando bolas de goo. En inglés, goo significa «algo pegajoso» o «emoción excedente». El juego está dividido en cinco capítulos, cada uno conteniendo varios niveles. Cada nivel tiene su propio tema gráfico y musical, generando una atmósfera única, similar al estilo de los diseños fílmicos de Tim Burton. También hay un juego adicional de competencia llamado World of Goo Corporation, donde el objetivo es construir la torre más alta usando bolas de goo que el jugador colecciona en el curso del juego. Los jugadores de todo el mundo pueden competir. La altura de la torre y el número de bolas goo usadas están siendo constantemente actualizadas al servicio de 2D Boy.

### Objetivo
El objetivo principal del juego es conseguir que un número mínimo dado de bolas goo llegue a las tuberías de salida de cada nivel. Con el fin de hacerlo, el jugador debe usar las bolas goo para construir puentes, torres, u otras estructuras para vencer la gravedad y varios terrenos difíciles como abismos, cuestas, espinos o acantilados. También existen varios tipos de bolas goo en el juego, cada una con propiedades únicas. El jugador deberá explorar combinaciones de esas bolas goo para completar cada nivel. Los goos adicionales recogidos por la tubería son bombeados hacia la World of Goo Corporation, una zona de competición donde el objetivo es construir una torre de goo más alta que la de cualquier otro jugador en el mundo. Los jugadores también pueden tratar de lograr la «Obsessive Completion Distinction Flag» para cada nivel completándolo bajo criterios más rigurosos, como recolectar la máxima cantidad posible de bolas goo, finalizarlo antes de una cantidad determinada de tiempo o realizar la menor cantidad posible de movimientos.
Los niveles y capítulos están cortados por escenas narrativas.
La versión para WiiWare incluye una opción multijugador con la posibilidad de jugar hasta cuatro personas en una misma Wii. Esta función está también disponible, aunque no soportada, en la adaptación para Linux.

### Niveles
World of Goo está separado en cinco capítulos...
Un capítulo adicional disponible para el menú principal es el World of Goo Corporation. Las bolas goo que sobrepasen la cantidad mínima de recolección exigida por cada nivel son enviadas aquí. Empezando con un simple triángulo de Goo, el objetivo es construir una torre lo más alta posible. Los goos de World of Goo Corporation son los únicos que puede ser reposicionados como los Ivy Goos (goos de hiedra), pero son negros y solo pueden formar dos conexiones con los goos del resto de la estructura, como los Common Goos (goos comunes).
En el World of Goo Corporation, las torres construidas por otros jugadores son representadas por nubes que muestran el nombre de cada jugador, su nacionalidad y la altura de la torre que ha construido, incluyendo detalles sobre la cantidad total de bolas coleccionadas por el jugador, y cuantas fueron usadas para construir su torre. La altitud de cada nube representa la altura de la torre del jugador. Un panel en línea muestra una lista tanto de las alturas de las cincuenta torres más altas así como de los diez mejores jugadores para cada nivel del juego.
En total, hay 48 niveles en el juego, incluyendo World of Goo Corporation.
En una entrevista, los desarrolladores declararon que la versión lanzada en Europa recibiría un sexto capítulo adicional, escenificado en la Luna. Pocos detalles fueron revelados, pero al parecer este capítulo se ha incluido un modo de forma libre sandbox, similar a  World of Goo Corporation. Esta adición fue, sin embargo, cancelada para Wii cuando 2D Boy anunció el lanzamiento del juego para WiiWare en Europa.

## Argumento
La historia es contada principalmente a través intervenciones escénicas susodichas y señales encontradas a través del juego, que fueron dejadas por un personaje no visto conocido como el Sign Painter (el escritor de carteles).
Inicialmente, las tuberías aparecen por toda la tierra, despertando muchas bolas de Goo dormidas, que se han ido tranquilas hasta esta tubería, ya que poseen un sentido infantil y curiosidad e ingenuidad que las animan a ir hacia las tuberías. Al llegar a la entrada del tubo, las bolas goos son absorbidas por el sistema de tuberías en el edificio de "World of Goo Corporation" donde son procesadas en muchos productos, principalmente en una bebida. El exceso de bolas goos son dejadas en las afueras de World of Goo Corporation donde empiezan a construir una torre gigante. Al final del primer capítulo, algunas bolas goos escapan de la corporación adjuntándose a globos oculares que pueden volar. El capítulo termina con las goos viendo nuevas tierras en la distancia. 
En el segundo capítulo, aparecen más tuberías en un desierto muy ventoso donde una gigante planta de energía está ubicada. Sin embargo, la locación y apariencia de la planta fue escondida, y su producción de energía se desaceleró. Una nueva bola goo es presentada, que está procesada por la Corporación en una crema de belleza. Cerca al final del capítulo, la planta de energía, que tiene la apariencia de una mujer gigante, es descubierta. Resulta que la planta de energía «funciona con belleza», que es (según el juego) un producto químico altamente reactivo, como la gasolina o trementina. Después de algunas de las hermosas bolas de Goo se inyectan en él, vuelve a ser operativa, permitiendo que la Corporación abra una nueva fábrica en el sur.
Durante el tercer capítulo se dice que la Corporación desarrolla un misterioso "Producto Z". Con el tiempo, resulta que el misterioso producto Z es realmente la tercera dimensión (producto Z es el eje Z en matemáticas). Esto causa una gran conmoción entre la población general que no puede ver dónde están las cosas ahora. World of Goo Corporation les recomiendas ponerse en contacto con el soporte técnico en la Information Superhighway después ser traducida «incompatible con el mundo».
En el cuarto capítulo, las bolas goo deben buscar al misterioso programa «MAMÁ» entre el ambiente vectorizado. Muy poco después, las bolas goo encuentran el responsable de la representación de los gráficos. Después de bombear a varios de su especie con la finalidad de mejorar los gráficos, creando un ambiente más realista. Cerca al final, encuentran al programa «MAMÁ» que resulta ser un bot de correo basura. Los bolas goo deciden sobrecargar el producto Z enviando cada mensaje en la historia del correo basura a World of Goo Corporation. Después de aventurarse en la papelera de reciclaje, y evitando borrar todo, las instalaciones de la Corporación explota, cancelando el producto Z mientras se crea una masiva capa de humo que cubre el mundo entero.
En el capítulo final, todas las bolas goo, excepto las "científicamente puras", son succionadas fuera de los escombros de la Corporación. El nivel final del juego revela que las bolas goo están completamente extintas, todas las restantes han sido succionadas fuera de la capa de humo del World. El Pintor de Señales revela en su seña final que él ha sido convertido en el Operador del Telescopio. Algunos peces con forma de globo en el mar se unen con el telescopio y lo levantan del suelo, donde este pasa la capa de humo y ve la torre de goo que ha sido construida en la antigua instalación de la Corporación, que puede ser vista más allá del humo. El telescopio vuelve a caer al suelo antes que pueda ver hacia dónde se dirigían las bolas goo. Sin embargo, la cámara se mueve hacia el espacio revelando que las bolas goo que escaparon en el fin del capítulo uno lograron alcanzar un planeta lejano habitado totalmente por goos.

### Especies de goos
Durante el progreso de la historia, el jugador se encuentra con varios tipos de goos, cada una con propiedades específicas:
- Los goos comunes, encontrados en el primer nivel, son de color negro y solo permiten dos conexiones a la vez y no se puede separar cuando se necesita. Los goos pixel del nivel virtual son similares a este.
- Los goos albinos, encontrados desde el nivel «Hacia abajo», permiten más conexiones y no se separa cuando se requiere.
- Los goos de hiedra, encontrados a partir del nivel «Enredadera», son de color verde, se pueden separar después de su uso y también permiten múltiples enlaces. Emiten un sonido similar a una rana.
- Los goos de agua, encontrados en el nivel «Babeando», permiten una conexión contigua de un solo vínculo en caída, haciendo alusión a varias gotas de agua. No se pueden separar cuando se pide.
- Las goos de belleza, encontradas desde el nivel «Escuela de belleza», son de color rosa, más grandes y no pueden interactuar directamente con el jugador. Una vez colocado en una máquina adecuada, se fragmentan en muchos goos pequeños. La de fealdad, pero de color amarillo, se comportan de la misma manera.
- Las pokey, encontradas a partir del nivel «La tercera rueda», son amarillas, extraíbles, y se pueden adherir a cualquier cosa que se trate. Según el Pintor de Señales, es una de las goos más feas.
- Los goos fusibles, encontradas a partir del nivel «Hombre de fuego», tienen la apariencia de cerilla de fósforo, son inflamables y no se puede separar cuando se pide.
- Los goos de bit, encontradas a partir del nivel «Hola, Mundo», son de color verde y solo aparecen en el nivel "virtual" del tercer capítulo. A diferencia de todos los demás, no pueden crear estructuras o moverse, pero pueden ser lanzados a otras estructuras.
- Los goos pilotos, encontradas a partir del nivel «Virus de vino de uva», son rojas, y tienen un comportamiento similar a los goos de bit. Sin embargo, se convierten en un vínculo único, como las goos de agua, cuando pasan por una estructura de su misma especie.
- Los productos Goo, las que no pueden interactuar directamente con el usuario.

Otros elementos de diferentes tipos también interactúan con el jugador:
- Las lapas explosivas, a partir del nivel «Tienes que explotar la cabeza», se adhieren como una pokey, y se pueden activar para que ocasionar una explosión.
- La globos, encontradas a partir del nivel «El artilugio volador», mantienen una cantidad fija de aire, y pueden ser adheridas a una estructura de goos. Los peces voladores y los ojos gigantes actúan de la misma manera.
- Los bloques de piedra, encontradas a partir del nivel «Ruta bloqueada».
- Los cráneos, encontrados a partir del nivel «Calle Óseo largo de Misty», pueden ser reposicionados, y son invulnerables.

## Desarrollo

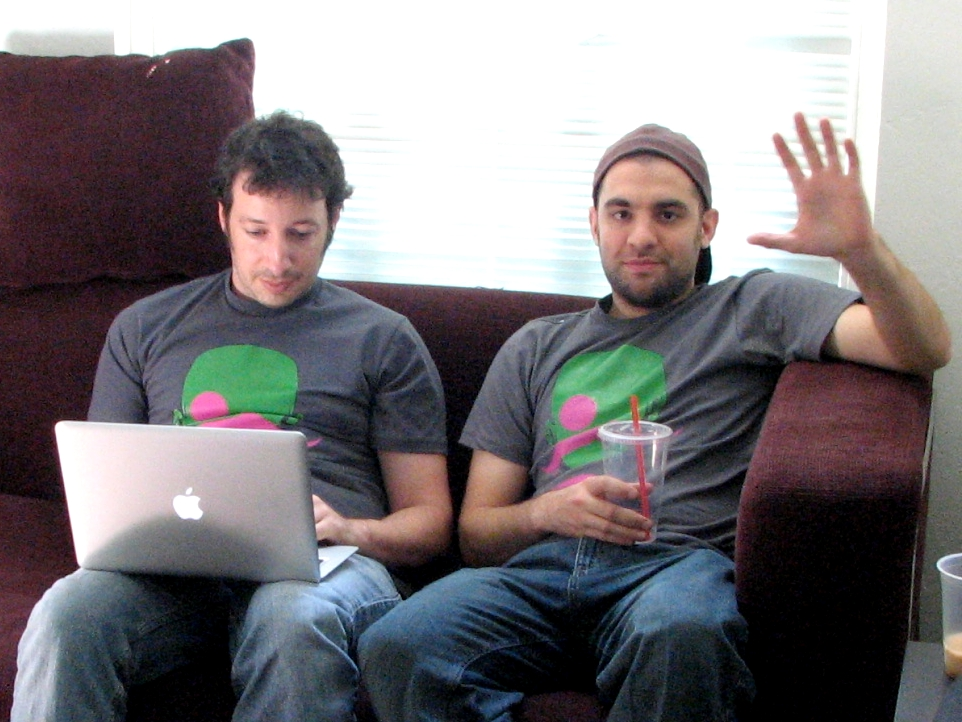
Ron Carmel y Kyle Gabler, fundadores de 2D Boy y creadores de World of Goo.

La idea de World of Goo fue originada por dos ex-desarrolladores de Electronic Arts, Kyle Gabler y Ron Carmel. El propio Gabler creó una pequeña prueba de concepto varios años antes que tituló Tower of Goo. Los desarrolladores estiman el coste de producción en unos 10 000 dólares, incluyendo alquiler, comida y equipo mínimo. El éxito del juego se atribuye a la presencia en la web del mismo, así como a los premios conseguidos en el Festival de Juegos Independientes en la Conferencia de Desarrolladores de Juegos en 2007, haciendo que las distribuidoras que anteriormente les habían ignorado, quisieran entonces publicar el título.
En su desarrollo se emplearon un buen número de tecnologías de código abierto como Simple DirectMedia Layer, Open Dynamics Engine y TinyXML. Subversion y Mantis Bug Tracker se utilizaron para el proceso de coordinación. El juego fue creado por un equipo muy reducido, con tan solo tres integrantes.
También se involucró a la comunidad, sobre la cual se delegó la traducción a neerlandés, francés, alemán, italiano y español para la versión europea que vio la luz en diciembre de 2008. Según estimaciones de la propia compañía, entre el 80% y el 90% de las copias de la versión PC de World of Goo serían ilegítimas como consecuencia de la falsificación de software.

## Banda sonora
La banda sonora de World of Goo fue creada por Kyle Gabler, quien diseñó, escribió e ilustró el juego. Fue lanzado como una descarga gratuita el 20 de enero de 2009.
La pista «World of Goo Beginning» fue creada con la intención de parecerse a Libertango de Astor Piazzolla. «Regurgitation Pumping Station» fue originalmente escrito para un cortometraje de un amigo sobre una cita con el diablo. «Threadcutter» fue originalmente escrito para un juego llamado Blow que Gabler hizo disponible en su sitio. «Rain Rain Windy Windy» fue originalmente escrito para la banda sonora de un cormetraje infantil comentando que escribiendo música para niños es difícil. «Jelly» fue originalmente escrito para un cortometraje sobre un mundo de realidad virtual. «Burning Man» fue escrito para una serie de drama y misterio de un amigo. Lo hizo mediante la grabación de dos amigos cantando notas individuales, a continuación, utilizar un teclado para que suene como un coro. «Cog in the Machine» fue originalmente escrito para otro juego suyo llamado Robot and the Cities who Built Him.
| World of Goo Soundtrack |                                                        |          |  |
| N.º                     | Título                                                 | Duración |  |
| 1.                      | «World of Goo Beginning»                               | 1:09     |  |
| 2.                      | «The Goo Filled Hills»                                 | 0:25     |  |
| 3.                      | «Brave Adventurers»                                    | 1:07     |  |
| 4.                      | «Another Mysterious Pipe Appeared»                     | 1:18     |  |
| 5.                      | «World of Goo Corporation»                             | 0:17     |  |
| 6.                      | «Regurgitation Pumping Station»                        | 3:40     |  |
| 7.                      | «Threadcutter»                                         | 0:55     |  |
| 8.                      | «Rain Rain Windy Windy»                                | 2:45     |  |
| 9.                      | «Jelly»                                                | 2:38     |  |
| 10.                     | «Tumbler»                                              | 1:52     |  |
| 11.                     | «Screamer»                                             | 1:36     |  |
| 12.                     | «Burning Man»                                          | 1:49     |  |
| 13.                     | «Cog in the Machine»                                   | 4:03     |  |
| 14.                     | «Happy New Year (tm) Brought to You by Product Z»      | 0:55     |  |
| 15.                     | «Welcome to the Information Superhighway»              | 1:56     |  |
| 16.                     | «Graphic Processing Unit»                              | 1:06     |  |
| 17.                     | «Years of Work»                                        | 3:39     |  |
| 18.                     | «My Virtual World of Goo Corporation»                  | 1:05     |  |
| 19.                     | «Hello, MAMA»                                          | 0:06     |  |
| 20.                     | «Inside the Big Computer»                              | 2:21     |  |
| 21.                     | «Are You Coming Home, Love MAMA»                       | 3:02     |  |
| 22.                     | «Ode to the Bridge Builder»                            | 1:25     |  |
| 23.                     | «The Last of the Goo Balls and the Telescope Operator» | 1:00     |  |
| 24.                     | «Best of Times»                                        | 3:41     |  |
| 25.                     | «Red Carpet Extend-o-matic»                            | 4:04     |  |
| 26.                     | «World of Goo Corporation's Valued Customers»          | 0:13     |  |
| 27.                     | «World of Goo Ending»                                  | 1:09     |  |